# Инкоу
Инко́у (кит. трад. 營口, упр. 营口, пиньинь Yíngkǒu) — городской округ провинции Ляонин на северо-востоке Китая. 

## География
Является портом в Бохайском заливе, в который в черте округа впадает река Даляохэ (в прошлом, до перевода Ляохэ в новое русло, Даляохэ была низовым участком Ляохэ).

## История
В 1688 году правительство империи Цин переселило в эти места монголов-баргутов. Так как они жили в хижинах, напоминающих военные казармы, то такие жилища называли словом «Инцзы» (营子). Так как во время прилива вода заполняла ров вокруг селения, а во время отлива уходила из него, то селение стали называть «Лагерем без рва» — «Мэйгоу Ин» (没沟营). Так как в этих местах впадала в Бохайский залив река Ляохэ, то в 1830 году селение получило название «Инкоу» («Устье в районе воинского лагеря»).
В 1858 году по Тяньцзиньскому договору одним из портов, открытых для торговли с иностранцами, стал Нючжуа́н (кит. упр. 牛莊, пиньинь Niúzhuāng; маньчжурский: Ishangga gašan hoton; англ. Newchwang), который был примерно на 50 километров выше по течению Ляохэ. Когда после подписания договора выяснилось, что в том месте река слишком мелкая для иностранных морских торговых кораблей, порт был перенесён к берегу залива на место нынешнего Инкоу. В 1866 году здесь была учреждена таможня.
После Первой японо-китайской войны Российская империя навязала потерпевшей поражение Цинской союзный договор 1896 года  и конвенцию 1898 года об аренде значительных территорий в Маньчжурии, включавших также и этот порт. Когда на следующий год город перешел под контроль русской администрации, выяснилось, что его санитарное состояние оказалось крайне неблагополучным. Большинство населения составлял пришлый на заработки из разных провинций Китая бедный рабочий люд. В разгар навигации население увеличивалось до 110 тыс., между навигациями сокращалось до 40 тыс. Рабочее население питалось крайне плохо и почти все заработанные деньги тратило на азартные игры и курение опиума. В Инкоу было больше сотни опийных домов.
Во время русско-японской войны был оставлен без боя в июле 1904, а полгода спустя стал целью рейда русских казаков. После Портсмутского мира порт и вокзал перешли во владение Японии вместе с Южно-Маньчжурской железной дорогой.
В 1909 году был образован Инкоуский непосредственно управляемый комиссариат (营口直隶厅). После Синьхайской революции в Китае была произведена реформа структуры административного деления, в ходе которой комиссариаты были упразднены, и в 1913 году на землях, ранее напрямую управлявшихся властями секретариата, был образован уезд Инкоу (营口县).
В 1931 году эти места были захвачены японцами, и с 1932 года вошли в состав марионеточного государства Маньчжоу-го. В мае 1938 года на месте уезда Инкоу властями Маньчжоу-го был создан город Инкоу, состоявший из 8 районов.
После окончания Второй мировой войны и ликвидации Маньчжоу-го китайскими властями в 1946 году были образованы уезды Инкоу и Ваньфу (万福县); в 1948 году уезд Ваньфу был расформирован. После образования КНР эти места вошли в состав провинции Ляодун, которая в 1954 году была объединена с провинцией Ляоси в провинцию Ляонин; город Инкоу перешёл под непосредственное управление властей провинции, а уезды Инкоу и Гайпин вошли в состав Специального района Ляоян (辽阳专区). В ноябре 1958 года уезды Инкоу, Гайпин и Паньшань перешли под юрисдикцию властей города Инкоу. В 1965 году уезд Гайпин был переименован в Гайсянь. В январе 1966 года уезд Паньшань был переведён в состав Сельскохозяйственного района Паньцзинь (盘锦垦区), а в июне того же года уезды Инкоу и Гайсянь были переданы в состав Специального района Ляонань (辽南专区). 26 декабря 1968 года специальный район Ляонань был расформирован, и уезды Хайчэн, Гайсянь и Инкоу перешли под юрисдикцию властей Инкоу.
В 1973 году уезд Хайчэн был передан под юрисдикцию властей Аньшаня. В ноябре 1975 года под юрисдикцию властей Инкоу были переданы уезды Паньши и Дава, но в январе 1985 года был образован городской округ Паньцзинь, и они вошли в его состав.
В ноябре 1992 года уезд Гайсянь был преобразован в городской уезд Гайчжоу, а уезд Инкоу — в городской уезд Дашицяо.

## Административное деление
Городской округ Инкоу разделён на 4 района и 2 городских уезда:
| Map | Map            | Map       | Map       | Map           | Map                    | Map           | Map                        |
| --- | -------------- | --------- | --------- | ------------- | ---------------------- | ------------- | -------------------------- |
|     |                |           |           |               |                        |               |                            |
| #   | Статус         | Название  | Иероглифы | Пиньинь       | Население (2003 прим.) | Площадь (км²) | Плотность населения (/км²) |
| 1   | Район          | Чжаньцянь | 站前区    | Zhànqián qū   | 260 000                | 70            | 3714                       |
| 2   | Район          | Сиши      | 西市区    | Xīshì qū      | 160 000                | 20            | 8000                       |
| 3   | Район          | Баюйцюань | 鲅鱼圈区  | Bàyúquān qū   | 300 000                | 268           | 1119                       |
| 4   | Район          | Лаобянь   | 老边区    | Lǎobiān qū    | 130 000                | 306           | 426                        |
| 5   | Городской уезд | Дашицяо   | 大石桥市  | Dàshíqiáo shì | 720 000                | 1379          | 522                        |
| 6   | Городской уезд | Гайчжоу   | 盖州市    | Gàizhōu shì   | 730 000                | 2928          | 249                        |

## Экономика
В Инкоу расположены Ляонинская пилотная зона свободной торговли, металлургический завод Ansteel Group. В сельской местности выращивают сливы и виноград.

## Транспорт
Порт Инкоу входит в топ-50 крупнейших контейнерных портов мира.

## Города-побратимы
- Джэксонвилл, США — с 1990.
- Тверь, Россия — c 1994[7].
- Порт Инкоу — побратим с портом города  Гамильтон (Канада) с 2005.